# Лукьяново (Кимрский район)
Лукья́ново — деревня в Кимрском районе Тверской области России.
Входит в состав Печетовского сельского поселения.

## География и транспорт
Деревня Лукьяново по автодорогам расположена в 32 км к северо-западу от города Кимры, в 40 км от железнодорожной станции Савёлово, и в 170 км от МКАД.
Деревня находится на реке Большая Пудица и окружена массивом мелколиственных и хвойных лесов. Почва в деревне в большинстве своем относится к супесям, во многих местах присутствуют значительные залежи торфа. К северо-востоку от деревни находится Битюковское болото.
Ближайшие населенные пункты — деревни Володарское, Паскино, Завидово и Сотское.

## История
Согласно «Словарю кимрских деревень» Е.А. Релиной, первое упоминание о деревне Лукьяново датируется 1628 г. В том же году впервые упоминается и соседняя деревня Завидово. Обе деревни были соединены общей дорогой.
Деревня Лукьяново впервые появляется на карте Тверского наместничества 1792 г.
Во второй половине XIX — начале XX века деревня Лукьяново входила в Паскинскую волость Корчевского уезда Тверской губернии.
В 1929 г. деревня Лукьяново вошла в состав новообразованного Кимрского района, который, в свою очередь, вошел в состав Московской области.
В 1935 г. деревня вошла в состав новообразованной Калининской области.
С начала 90-х гг. деревня была в составе Паскинского сельского округа (ликвидирован в 2006 г.).
В 2006 г. деревня Лукьяново вошла в состав новообразованного Печетовского сельского поселения.
В 2018 г. в деревне Паскино, находящейся в 3 км от деревни Лукьяново, имеется продуктовый магазин и отделение связи.
Ближайший банкомат и отделение Сбербанка находятся в городе Кимры.

## Население
| 1859 | 2002 | 2010 |
| ---- | ---- | ---- |
| 87   | ↘2   | ↘1   |

## Достопримечательности
- река Большая Пудица и близлежащие леса пользуются большой популярностью у рыболовов и охотников.